# Ginástica rítmica nos Jogos Europeus de 2015 - Fita
A competição da fita foi um dos eventos da ginástica rítmica nos Jogos Europeus de 2015, em Baku, no Azerbaijão. Foi disputada na Arena Nacional de Ginástica no dia 21 de junho.

## Calendário
Horário de verão do Azerbaijão (UTC+5).
| Data        | Horário | Fase  |
| ----------- | ------- | ----- |
| 21 de junho | 18:25   | Final |

## Medalhistas
| Ouro   | RUS Yana Kudryavtseva |
| Prata  | AZE Marina Durunda    |
| Bronze | GEO Salome Pazhava    |

## Resultado final
O resultado final foi o seguinte. 
| Posição           | Ginastas               | Dif.  | Exe.  | Pen. | Total  |
| ----------------- | ---------------------- | ----- | ----- | ---- | ------ |
| Medalha de ouro   | RUS Yana Kudryavtseva  | 9.500 | 9.500 |      | 19.000 |
| Medalha de prata  | AZE Marina Durunda     | 8.950 | 9.250 |      | 18.200 |
| Medalha de bronze | GEO Salome Pazhava     | 8.950 | 9.000 |      | 17.950 |
| 4                 | BLR Melitina Staniouta | 8.800 | 9.100 |      | 17.900 |
| 5                 | UKR Ganna Rizatdinova  | 8.700 | 8.900 |      | 17.600 |
| 6                 | ISR Neta Rivkin        | 8.500 | 8.900 |      | 17.400 |